# Davide Bramati

Davide Bramati, nacido el 28 de junio de 1968 en Vaprio d'Adda, Lombardía es antiguo ciclista italiano y ahora se desempeña como director deportivo del equipo Etixx-Quick Step.

## Palmarés
1993
- 1 etapa de la Vuelta a Portugal

1997
- 1 etapa del Giro del Trentino

1999
- 1 etapa de la Vuelta a Murcia

2000
- 1 etapa de la Vuelta a España

2002
- 1 etapa de la Vuelta a Aragón